# غلطة الجنية
غلطة الجنية (بالإنجليزية: The Fairy's Mistake) هي القصة الأولى في مجموعة مكونة من مجلدين من ستة قصص تسمى «حكايات الأميرة» للكاتبة غيل كارسون ليفين، والتي نُشرت في عام 1999؛ أي بعد عامين من فوزها بجائزة «نيوبيري» لكتابها «ايلا انتشانتيد». ولقد استوحيت هذه القصة من حكاية الماس والضفادع الشهيرة؛ فهذه القصة تركز على التوأم المتماثل روزيلا وميرتل، ولكنّ النتيجة من مكافئة روزيلا ومعاقبة ميرتل كانت عكس ماترجو الجنية.

## ملخص
ترسل الأرملة بيكرينغ ابنتها روزيلا لجلب المياه من البئر فتقابل الجنية آثلندا والتي تتنكر على هيئة امرأة عجوز. وبعد أن تناولها روزيلا بعض المياه، تخبرها العجوز أن قلبها الطيب يستحق الثواب وأن الجواهر ستخرج من فمها من الآن فصاعدًا عند تحدثها.
تعود روزيلا للمنزل بالمياه والهِبة التي غمرت قلب والدتها بالسعادة؛ ولذا تأخذ أختها ميرتل الدلو وتسارع بالذهاب إلى البئر على أمل أن يحدث لها كما حدث لأختها.
ولكنها عندما تصل إلى البئر تقابل فارسًا بدلًا من المرأة فترفض مساعدته، ولكن في الحقيقة كانت الجنية متنكرة على هيئة هذا الفارس فتعاقب ميرتل بخروج الأفاعي والحشرات من فمها.
لاحقًا وبينما كانت روزيلا تغني وتعمل في الحديقة، يمر بها الأمير هارولد فيلاحظ الجواهر المتناثرة حولها ولذا يطلب يدها للزواج فتقبل به زوجًا. وبعد ذلك يعيّن الأمير عاملًا ليجمع الجواهر المتناثرة من فمها كلمّا تحدثت، حتى أنه قد يسألها العديد من الأسئلة ليدفعها للكلام دون الرغبة في الاستماع لما تقوله؛ فقط من أجل الحصول على المزيد من الجواهر. وبعد مرور الأيام، بدأت روزيلا تشعر بالمرض الشديد ومع هذا يصر عليها الأمير لتتحدث.
وبينما كانت روزيلا تعيش في قلعة، تدرك ميرتل أنه بإمكانها استخدام مايخرج من فمها لإرعاب الجيران للحصول على ماتريد.
وبهذا تدرك آثلندا هي الأخرى أن نتيجة ماقامت به من عقابٍ وثواب أصبحت عكس ماكانت تنوي فعزمت على إصلاح خطأها.
تعقد ميرتل النية على مساعدة روزيلا فتأخذ مكانها عندما يأتي هارولد لزيارتها وتبدأ بالصراخ عليه فيشعر بالرعب من خروج الأفاعي والحشرات من فمها بدلًا من المجوهرات. وبعدما أخذت ميرتل وعدًا من الأمير هارولد بأنه سيستمع إلى روزيلا تعرض آثلندا عليها مكافأة ولكنّها ترفضها قائلةً إن الأفاعي والحشرات هي مكافأة كافية بالفعل. وعندما يعود الأمير هارولد لزيارة روزيلا مرةً أخرى فإنهم يتوصلون إلى اتفاق يقتضي حصوله على نصف جواهرها، بينما يذهب النصف الآخر إلى الناس. وفي غضون هذا،  تبدأ ميرتل ووالدتها العمل بمسابقات الرهان؛ حيث تتحدث ميرتل في جرة ومن يخمن ماسيخرج من فمها هو الفائز.
وكدرسٍ مستفاد، عزمت آثلندا على ألا تكرر فعلَ غلطٍة كهذه مرة أخرى.

## الشخصيات
- آثلندا: الجنية المتنكرة لتكافئ أهل الخير وتعاقب أهل الشر
- روزيلا: الأخت الطيبة التي تجلب الماء من البئر لامرأة عجوز؛ فتُكافئ بخروج الجواهر من فمها عندما تتحدث.
- ميرتل: الأخت السيئة التي ترفض مساعدة الفارس عند البئر؛ فتُعاقب بخروج الأفاعي والحشرات من فمها عندما تتحدث.
- الأرملة بيكرينغ: والدة التوأم المتماثل روزيلا وميرتل.
- الأمير هارولد: الأمير الجشع الذي يتزوج بروزيلا طمعًا في الجواهر التي تخرج من فمها.[7]

## العلاقة بالقصة الأصلية
استوحيت «غلطة الجنية» من الحكاية الخيالية الفرنسية "الماس والضفادع"، وهي القصة الأصلية التي يُروى فيها أن الجنية تتنكر لتكافئ الطيبين وتعاقب السيئين. ويُحكى في القصة الأصلية أن الأم الشريرة تطرد ابنتها الصغرى -التي تخرج الجواهر من فمها- من البيت ولذا يجدها الأمير وهي تتجول في الغابة. ولاحقًا تطرد الأم الشريرة أيضًا ابنتها الكبرى والتي تموت وحيدةً في الغابة. تحافظ الكاتبة غيل كارسون على بداية مماثلة للقصة ولكنها تكتب نهاية مختلفة بحيث تسلط الضوء على أن النتيجة من العقاب والثواب قد لا تكون كما خُطط لها؛ لأن الابنة ذات القلب الطيب تتزوج بأميرٍ يحب الماديات، بينما تبدأ الابنة السيئة ووالدتها الشريرة تجارةً مربحة معًا.  